# Super álgebra de Lie
En matemática, una super álgebra de Lie es  la  generalización de un álgebra de Lie.  Las super álgebras de Lie son importantes en física teórica en donde se utilizan para describir la matemática de la supersimetría.  En estas teorías, los elementos pares de la super álgebra corresponden a los bosones y los elementos impares  a los fermiones. Una super álgebra de Lie  es un álgebra sobre un cuerpo de característica 0 Z2-graduada cuyo producto [ ·,  · ],  llamado el  super corchete de Lie  o el super conmutador, satisface 
- {\displaystyle [x,y]=-(-1)^{|x||y|}[y,x]}
- {\displaystyle (-1)^{|z||x|}[x,[y,z]]+(-1)^{|x||y|}[y,[z,x]]+(-1)^{|y||z|}[z,[x,y]]=0}

donde x, y, y z son puros en la Z2-graduación.  Aquí |x| denota el grado de x (0 o 1).  
Las super álgebras de Lie son una generalización natural de las álgebras de Lie normales para incluir una Z2-graduación.  De hecho, las condiciones antedichas en el super corchete son exactamente aquellas en el corchete normal de Lie con las modificaciones hechas para la graduación.  La última condición a veces se llama la super identidad de Jacobi. 
El subalgebra par de una super álgebra de Lie forma un álgebra de Lie (normal) puesto que todos los signos desaparecen, y el super corchete se reduce a un corchete normal de Lie.  